# Методо
«Методологія» (італ. Metodo, Метод) — футбольна побудова 2-3-2-3, похідне від «піраміди».

## Зміст тактики

«Метод» Поццо (2-3-2-3)

Легендарний італійський тренер Вітторіо Поццо, який перемагав зі збірною Італії на чемпіонатах світу 1934 і 1938 років, досліджував схему 2-3-5, якої дотримувалася збірна Австрії (так звана «дунайська схема»). Він трохи удосконалив її, назвавши її своїм «методом Поццо» (італ. metodo). 
Розстановка класичної «піраміди» була 2-3-5 (два захисники, три півзахисника і п'ять форвардів). Поццо відтягнув двох форвардів в центр поля, довівши схему до 2-3-2-3. Відтягнуті в центр поля форварди утворювали потужний «кулак» півзахисту, що посилювало можливості оборони і атаки одночасно: форварди могли як переривати атаку на половині поля суперника, так і тут же переходити в контратаку. З точки зору деяких експертів, подібну розстановку застосовував Хосеп Гвардіола в своїй команді «Барселона».